# Эртль (Нижняя Австрия)
Эртль (нем. Ertl (Niederösterreich)) — коммуна (нем. Gemeinde) в Австрии, в федеральной земле Нижняя Австрия.
Входит в состав округа Амштеттен. Площадь общины составляет 21,14 км², население — 1259 человек (1 января 2021), плотность населения — 60 чел./км². Официальный код — 30510.

## Население
| Год  | Численность |
| ---- | ----------- |
| 1869 | 1024        |
| 1889 | 1037        |
| 1890 | 1040        |
| 1900 | 1090        |
| 1910 | 1169        |
| 1923 | 979         |
| 1934 | 1035        |
| 1939 | 1040        |
| 1951 | 995         |
| 1961 | 1047        |
| 1971 | 1119        |
| 1981 | 1096        |
| 1991 | 1211        |
| 2001 | 1243        |
| 2011 | 1294        |
| 2021 | 1259        |

## Политическая ситуация
Бургомистр коммуны — Алойс Панстингль-Панстингль (АНП) по результатам выборов 2005 года.
Совет представителей коммуны (нем. Gemeinderat) состоит из 19 мест.
- АНП занимает 17 мест.
- СДПА занимает 2 места.